# Бурса (Софійський монастир)
Бу́рса Софі́йського монастиря́, раніше півні́чно-за́хідний ко́рпус ке́лій — пам'ятка архітектури, будівля, збудована у 1763-1767 роках в стилі українського бароко за проектом архітекторів Михайла Юрасова та Пилипа Лапова як корпус келій Софійського монастиря.
Після закриття монастиря у 1786 році використовувалася як квартири для дзвонарів та духовенства. У 1823—1825 роках за проектом Андрія Меленського келії було перебудовано під митрополичі покої. 1839 року здійснено перепланування корпуса для розміщення Києво-Софійського духовного училища (бурси), яке розташовувалося тут до лютого 1919 року. Згодом споруду передано Центральному історичному архіву імені Володимира Антоновича. У 1970—1975 роках проведена її реставрація з частковим відновленням початкових планувань та архітектурних форм.
Розташовується на території заповідника «Софія Київська», на північний захід від Софійського собору. В приміщенні бурси нині міститься Державний архів-музей літератури і мистецтва.

У складі комплексу монастирських споруд Софійського собору колишня бурса включена до переліку Світової спадщини ЮНЕСКО під № 527. Також вона є пам'яткою культурної спадщини національного значення, охоронний номер № 1/5.

## Зовнішній вигляд, основні риси планування
Будівля бурси являє собою великий двоповерховий мурований будинок, у плані Т-подібний, витягнутий зі сходу на захід на 107,75 м. На північному фасді є бічні ризаліти; а на головному, поверненому на Софійський собор південному фасаді два ризаліти значно винесені за основний об'єм споруди, що створює парадний під'їзд до неї. Попід бурсою влаштовано великий підвал, який переходить у цокольний поверх через природний нахил місцевості в східному напрямку. Увінчує споруду високий, вкритий зеленою бляхою, бароковий вальмовий дах із заломом, що, разом із цоколем, надає їй величності.
Зовнішні стіни бурси розчленовані вертикальними пілястрами і завершуються складним багатоуступчастим карнизом. Розташування пілястр і згруповані між ними віконні прорізи надають фасадам своєрідного ритму. Звичайно пілястри і лопатки були не тільки декоративним, але й важливим конструктивним елементом: вони найчастіше застосовувалися в тих місцях, де була необхідність у забезпеченні міцності стін.
Особливий інтерес являє обрамлення вікон бурси і ліпний декор у верхній частині пілястр. Тут відчувається сильний вплив російської архітектурної школи 18 століття. У 19 столітті в зв'язку із зміною функціонального призначення приміщення бурси не раз перероблялось: з північного боку було зроблено велику прибудову, яка змінила внутрішнє планування, перед ризалітами на південному фасаді зведено тамбури, порушено початковий ліпний декор стін.
У 70-х роках 20 століття проведено реставрацію бурси, її фасади відновлено у формах 18 століття. Будинок становить великий інтерес як зразок цивільного зодчества.